# Louis Méjan
Louis Méjan (* 5. Juni 1874 in Codognan; † 13. Januar 1955 in Carqueiranne) war ein französischer Politiker. Er war von 1924 bis 1930 Mitglied des Senats.
Méjan machte zunächst Karriere als Verwaltungsbeamter, arbeitete in Ministerien und war Präfekt. Unter Leitung von Aristide Briand wirkte er an einem Gesetz zur Trennung von Staat und Kirche mit. 1924 gewann Méjan bei einer Nachwahl zum Senat einen Sitz. Er ersetzte damit Gaston Doumergue, der zum Präsidenten geworden war. Im Senat gehörte er einer gemäßigt linken Fraktion an. Im Januar 1930 wurde er wiedergewählt, trat aber im Juni 1930 aus persönlichen Gründen davon und von seinem Mandat als Abgeordneter des Generalrats im Département Gard zurück. Er starb 1955.